# Breathe (пјесма)
Breathe је пјесма црногорске пјевачице Владане Вучинић. Композиција је представљала Црну Гору на Пјесми Евровизије 2022. у Торину у Италији након интерног одабира који је органитовао црногорски емитер за Пјесму Евровизије.

## Историјат
Breathe је написала Вучинићева, уз сарадњу Дарка Димитрова, који је реализовао продукцију и микс. Према речима Владане, пјесма је заснована на тешком породичном искушењу које је Владана претрпела 2021. године, када јој је мајка умрла од посљедица ковида 19.
Владана је такође снимила и објавила финску (Jää"/Stay) и италијанску (Respira/Breathe) верзију пјесме на свом званичном Јутјуб каналу.

## Издање
Првобитно је било планирано да пјесма буде представљена у фебруару 2022, али је то касније померено за 4. март.

## Пјесма Евровизије

### Избор
РТЦГ је 28. октобра 2021. године отворила период за пријаве умјетника и текстописца, са крајњим роком за пријаве до 10. децембра 2021. По истеку рока, РТЦГ је примила 30 пријава, од којих су 24 пјесме испуњавале услове. Селекциони жири је пристигле радове оцијенио према низу критеријума: до 50 бодова за композицију, до 30 бодова за текст и до 20 бодова за продукцијски потенцијал композиције.
РТЦГ је 4. јануара 2022. године саопштила у емисији Добро јутро Црна Гора на ТВЦГ 1 да ће Владана Вучинић представљати Црну Гору у Торину. Владана је раније покушала да представља Србију и Црну Гору на Пјесми Евровизије 2005 године са пјесмом Само мој никад њен која није успела да се пласира у полуфинале Црне Горе, а 2006 са пјесмом Жељна коју је извела у дуету са Бојаном Ненезић и пласирала се на петнаесто место. Поводом избора за црногорског представника, Владана је изјавила: „Знам да је живот и у црним и у бијелим тоновима, а сваки дан је сасвим нова пјесма. Због тога је занимљиво. Тек схватамо шта значи борити се за живот. када почне да боли, и када је лијек једина мисија. Ово је моја пјесма, мој лијек за Европу и за свет."

### На Евровизији
Према правилима Евровизије, све нације, осим земље домаћина и „велике петорке“ (Француска, Немачка, Италија, Шпанија и Уједињено Краљевство) морају да се квалификују из једног од два полуфинала како би се такмичиле за коначни; десет најбољих земаља од сваког полуфинала напредује до финала. Европска радиодифузна унија (ЕБУ) подијелила је конкурентске земље у шест различитих шешира на основу образаца гласања са претходних такмичења, при чему су земље са повољном историјом гласања стављене у исти лонац. Дана 25. јануара 2022. одржан је жријеб за додјелу који је сваку земљу пласирао у једно од два полуфинала, као и у којем дијели емисије ће наступити. Црна Гора се пласирала у друго полуфинале, одржано 12. маја 2022. године, и наступила је на 15. позицији, током друге половине Евровизије.